# كأس الاتحاد الإنجليزي 1985–86
كأس الاتحاد الإنجليزي 1985–86 (بالإنجليزية: 1985–86 FA Cup)‏ هو الموسم 105 من  كأس الاتحاد الإنجليزي. الذي يشرف على تنظيمه الاتحاد الإنجليزي لكرة القدم، وفاز فيه نادي ليفربول.